# Pteropus argentatus
Pteropus argentatus är en däggdjursart som beskrevs av Gray 1844. Pteropus argentatus ingår i släktet Pteropus och familjen flyghundar. IUCN kategoriserar arten globalt som otillräckligt studerad. Inga underarter finns listade. Wilson & Reeder (2005) räknar populationen till arten Pteropus chrysoproctus.
Denna flyghund förekommer på några mindre öar som tillhör Moluckerna. Det är inget känt om artens ekologi.